# Darts

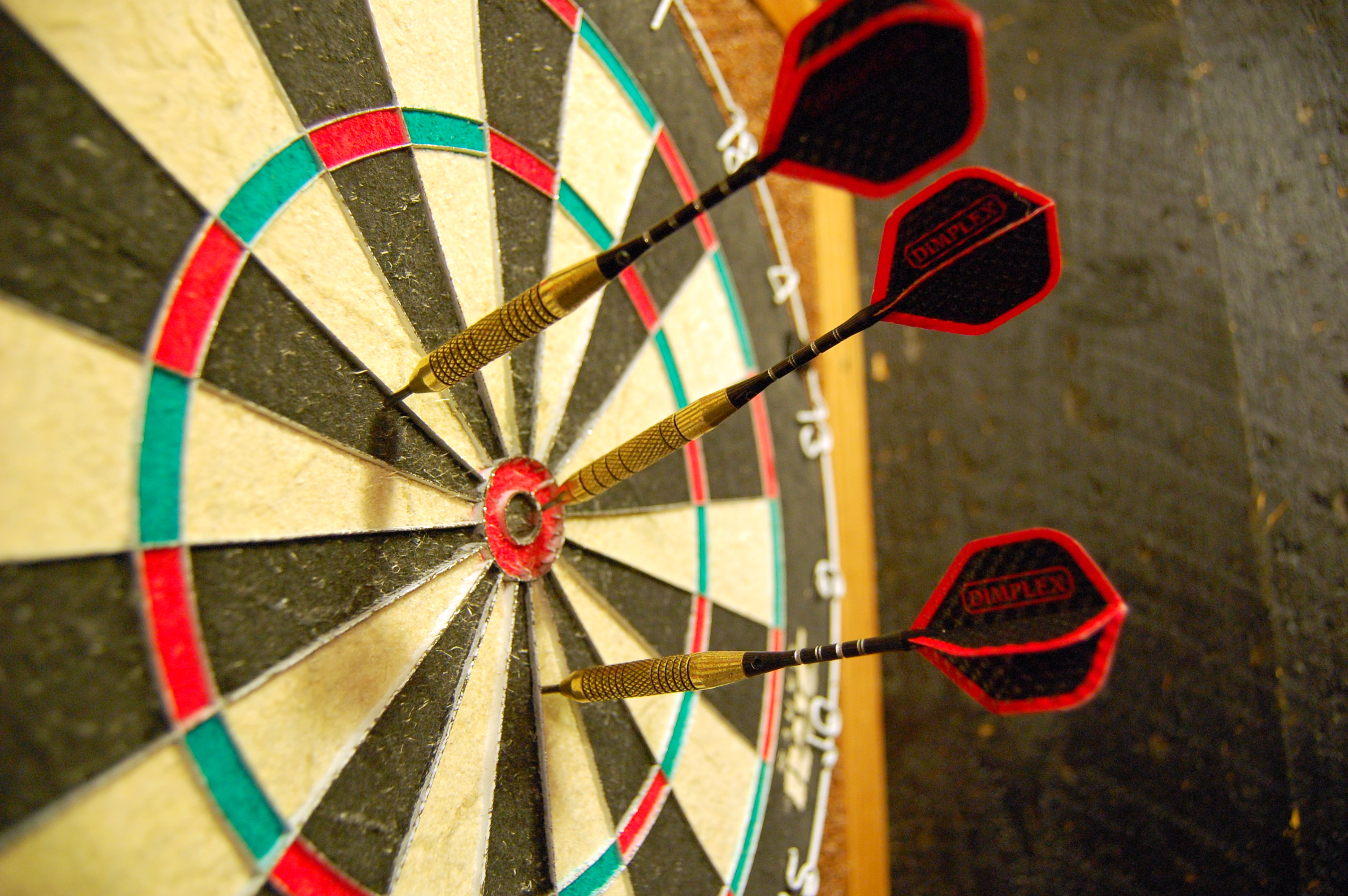
Darts într-un dartboard

Darts este un joc în care niște proiectile mici sunt aruncate pe o țintă fixată de un perete. Cu toate că în trecut existau mai multe variante de joc, astăzi prin acest termen se are în vedere un joc cu niște reguli stricte.
Jocul apărut cu secole în urmă, în Insulele Britanice. Până în prezent, darts este un joc tradițional care este jucat în pub-uri din Marea Britanie, Olanda, Scandinavia, Statele Unite ale Americii și altele. În plus darts se joacă și la nivel profesionist.

## Țintă

Dartboard

Obiectivele pentru darts sunt de obicei, făcute din sisal (fibre presate de Agave). Ideea de a folosi țintă de sisal în producție este deținut de către Compania Nodor, iar în 1932 a apărut prima țintă de sisal. Obiectivele de producție sunt concentrate în Kenya și China din cauza apropierii sale de sursa de materie primă. Ținta este împărțit în sectoare care au fost atribuite de la 1 la 20 de numere. Formularul de țintă este diferit:
- "Normală (rotundă)" se caracterizează printr-un mare procentaj de recuperări și un preț scăzut. Este folosită în țintele: Winmau Pro SFB, Nodor Supabull II, Harrows Club.
- "Triunghiulară"  se caracterizează printr-un procentaj mai mic al recuperărilor. Este folosită în țintele: Winmau Blade 4, Unicorn Eclipse Pro, Harrows Matrix, Nodor Supamatch.
- "Profesională" se caracterizează printr-un procentaj foarte mic al recuperărilor și printr-un preț ridicat. Este folosită în țintele: Winmau Blade 4, Unicorn Eclipse Pro, Harrows Matrix, Nodor Supamatch.
- În 1984 a aparut atașamentul plăcuță fără centrul țintei "Bullseye capse-free" care a redus foarte mult numărul de recuperări darts de la țintă.

## Regulament

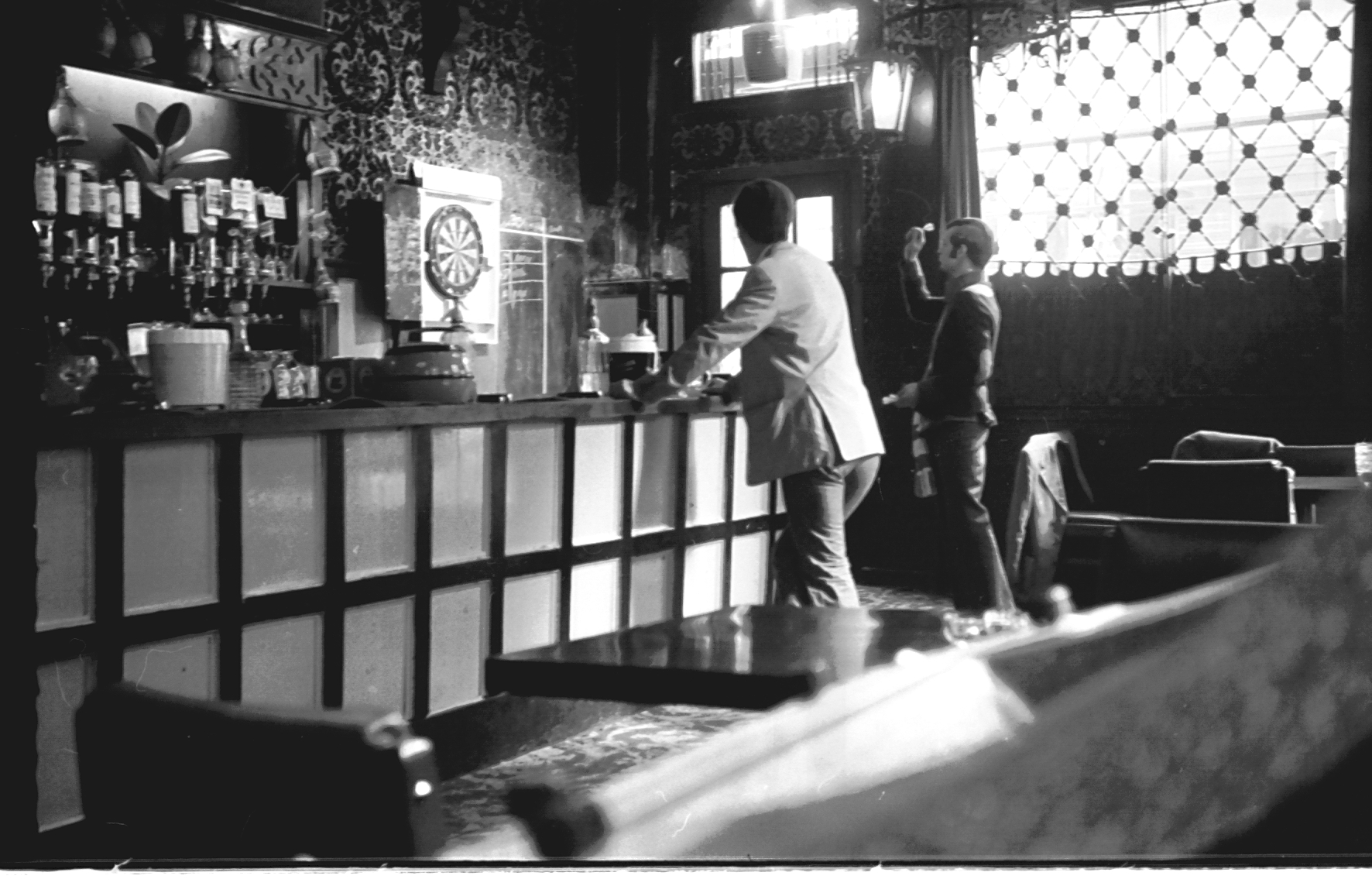
Un jucător de darts într-un pub Londonez (1974)

Ținta standard este împărțită în douăzeci de secțiuni numerotate, de obicei alb și negru, fiecare atribuită cu un număr de la 1 la 20. În centru se află "Mărul" (în engleză Bullseye), care este estimat la 50 de puncte, înconjurat de un inel verde în jurul valorii de 25 puncte. Inelul exterior îngust presupune o dublare a numărului de sectoare, inelul interior îngust înseamnă triplul numărului de sectoare. Și inelele interioare și exterioare înguste sunt în mod tradițional colorate în roșu și verde.
Rezultatul maxim posibil de 3 aruncări - 180 de puncte (în cazul în care jucătorul primește toate darts-urile în sectorul inelul interior îngust).
Notă: Jucătorii standard folosesc darts-uri cu greutate ce nu depășește 50 de grame. În cazul jocului amator (neclasificat) nivel acceptabil este de a utiliza sulițe care pot cântări și mai mult de 50 de grame, dar această excepție se face pentru jocuri din afara campionatelor. Greutatea medie a darts-ului variază între 19 - 25 de grame. Până în prezent, producătorii celor mai renumite echipamente pentru darts sunt: Unicorn, Grape, Nodor, Winmau. Jucătorii profesioniști folosesc o săgeată din wolfram și din nichel, in timp ce jucatorilor novice li se potrivesc darts din alamă.

## Cele mai populare turnee din darts

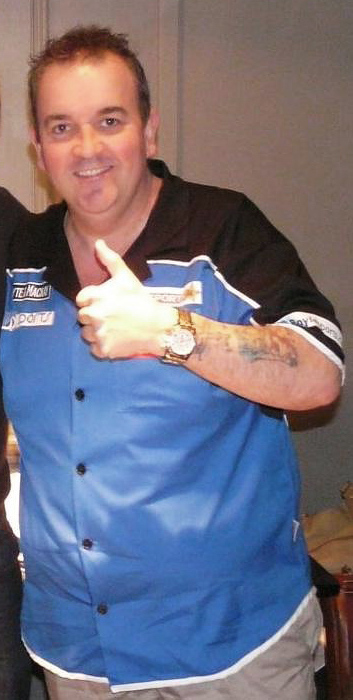
Phil Taylor a câștigat Campionatul Mondial de 16 ori

- Campionatul Mondial PDC
- Campionatul Mondial BDO
- Premier League Darts
- The Masters
- Cupa Mondială de Darts PDC
- World Grand Prix
- Grand Slam of Darts
- Championship League Darts
- UK Open
- Campionatul European de Darts
- Winmau World Masters

## Campionatul Mondial de Darts
- Organizația Britanică  de Darts:
- Campion (2015): Scott Mitchell

- Corporația Profesională de Darts
- Campion (2015): Gary Anderson